# Антуновац (општина)
Антуновац (до 1991. године Антуновац Тењски) је насељено место и средиште општине у источној Славонији, Осјечко-барањска жупанија, Република Хрватска.

## Историја
До нове територијалне организације у Хрватској, подручје Антуновца припадало је бившој великој општини Осијек.

## Становништво
На попису становништва 2011. године, општина Антуновац је имала 3.703 становника, од чега у самом Антуновцу 2.181.

### Попис 2001.
По попису из 2001. године општина Антуновац је имала 3.559 становника, од чега је у самом Антуновцу 2.283 становника.

### Антуновац (насељено место), национални састав
| Националност       | 1991.          | 1981.          | 1971.          |
| Хрвати             | 2.082 (77,34%) | 1.629 (63,28%) | 1.820 (69,14%) |
| Срби               | 337 (12,51%)   | 321 (12,47%)   | 466 (17,70%)   |
| Југословени        | 106 (3,93%)    | 439 (17,05%)   | 70 (2,65%)     |
| остали и непознато | 167 (6,20%)    | 185 (7,18%)    | 276 (10,48%)   |
| Укупно             | 2.692          | 2.574          | 2.632          |

### Попис 1991.
На попису становништва 1991. године, насељено место Антуновац Тењски је имало 2.692 становника, следећег националног састава:
| Попис 1991.‍   | Попис 1991.‍  | Попис 1991.‍ | Попис 1991.‍ | Попис 1991.‍ |
| ------------- | ------------ | ----------- | ----------- | ----------- |
|               |              |             |             |             |
| Хрвати        | Хрвати       |             | 2.082       | 77,34%      |
| Срби          | Срби         |             | 337         | 12,51%      |
| Југословени   | Југословени  |             | 106         | 3,93%       |
| Мађари        | Мађари       |             | 74          | 2,74%       |
| Муслимани     | Муслимани    |             | 16          | 0,59%       |
| Немци         | Немци        |             | 10          | 0,37%       |
| Словенци      | Словенци     |             | 6           | 0,22%       |
| остали        | остали       |             | 2           | 0,07%       |
| неопредељени  | неопредељени |             | 52          | 1,93%       |
| регион. опр.  | регион. опр. |             | 4           | 0,14%       |
| непознато     | непознато    |             | 3           | 0,11%       |
| укупно: 2.692 |              |             |             |             |